# Antonio García Birlán
Antonio García Birlán (Fuente Vaqueros, (província de Granada), 1891 – Barcelona, 1984) fou un anarquista andalús establert a Catalunya. Treballà com a periodista i utilitzà el pseudònim de Dyonisos. Fou membre del Comitè Nacional de CNT el 1927-1929 i també de la FAI. Formà part del grup Solidaritat (encapçalat per Ángel Pestaña), constituït com a tendència dins de la CNT. Dirigí i col·laborà a Mañana (1930), Tierra y Libertad, Acción (1930-1931) i va ser redactor de Solidaridad Obrera.
Fou Conseller de Sanitat Pública i Assistència Social de la Generalitat de Catalunya del 26 de setembre de 1936 a 17 de desembre de 1936, i membre del Consell d'Economia de Catalunya com a representant la FAI (1936 i 1938). Durant la guerra civil espanyola va dirigir La Vanguardia. Després del conflictes s'exilià a l'Argentina. Retornà a Barcelona el 1983.

## Obres
- El anarquismo sus doctrinas, sus objetivos (Barcelona, 1934)